# Saison 2015-2016 des Timberwolves du Minnesota
La saison 2015-2016 des Timberwolves du Minnesota est la 27e saison de la franchise en National Basketball Association (NBA).

## Draft
| Tour | Choix | Joueur             | Poste  | Nationalité                       | Provenance               |
| ---- | ----- | ------------------ | ------ | --------------------------------- | ------------------------ |
| 1    | 1     | Karl-Anthony Towns | C      | États-Unis République dominicaine | Wildcats du Kentucky     |
| 2    | 31    | Cedi Osman         | SF     | Turquie                           | Anadolu Efes Spor Kulübü |
| 2    | 36    | Rakeem Christmas   | PF / C | États-Unis                        | Orange de Syracuse       |

## Pré-saison
| Pré-saison Total: 2-5 (Domicile : 2-2 ; Extérieur : 0-3) |

| Match | Date match | Équipe        | Score     | Meilleur marqueur     | Meilleur rebondeur      | Meilleur passeur              | Lieux Spectateurs           | Série |
| ----- | ---------- | ------------- | --------- | --------------------- | ----------------------- | ----------------------------- | --------------------------- | ----- |
| 1     | 7 octobre  | Oklahoma City | D 99-122  | Dieng, Towns (18)     | Bjelica, Towns (5)      | Tyus Jones (4)                | Target Center 8 601         | 0 - 1 |
| 2     | 10 octobre | Chicago       | D 105-114 | Tyus Jones (18)       | Karl-Anthony Towns (10) | Tyus Jones (9)                | MTS Centre 15 294           | 0 - 2 |
| 3     | 12 octobre | @ Toronto     | D 105-112 | Andrew Wiggins (21)   | 3 joueurs (6)           | Lorenzo Brown (5)             | Centre Air Canada 19 277    | 0 - 3 |
| 4     | 14 octobre | Toronto       | V 89-87   | Gorgui Dieng (14)     | Nemanja Bjelica (6)     | Zach LaVine (5)               | Centre Canadian Tire 15 522 | 1 - 3 |
| 5     | 18 octobre | @ Memphis     | D 68-90   | Zach LaVine (12)      | Dieng, Towns (7)        | Ricky Rubio (4)               | FedExForum 13 387           | 1 - 4 |
| 6     | 20 octobre | @ Milwaukee   | D 88-106  | Shabazz Muhammad (18) | Nemanja Bjelica (7)     | Garnett, Muhammad, Martin (4) | Kohl Center 12 381          | 1 - 5 |
| 7     | 23 octobre | Milwaukee     | V 112-108 | Andrew Wiggins (24)   | Karl-Anthony Towns (12) | Ricky Rubio (6)               | Target Center 10 101        | 2 - 5 |

## Saison régulière
| Saison régulière Total: 29-53 (Domicile : 14-27 ; Extérieur : 15-26) |

| Match | Date match | Équipe        | Score     | Meilleur marqueur       | Meilleur rebondeur      | Meilleur passeur | Lieux Spectateurs     | Série |
| ----- | ---------- | ------------- | --------- | ----------------------- | ----------------------- | ---------------- | --------------------- | ----- |
| 1     | 28 octobre | @ L. A Lakers | V 112-111 | Ricky Rubio (28)        | Karl-Anthony Towns (12) | Ricky Rubio (12) | Staples Center 18 997 | 1 - 0 |
| 2     | 30 octobre | @ Denver      | V 95-78   | Karl-Anthony Towns (28) | Karl-Anthony Towns (14) | Ricky Rubio (8)  | Pepsi Center 17 660   | 2 - 0 |

| Match | Date match  | Équipe          | Score          | Meilleur marqueur     | Meilleur rebondeur       | Meilleur passeur            | Lieux Spectateurs              | Série |
| ----- | ----------- | --------------- | -------------- | --------------------- | ------------------------ | --------------------------- | ------------------------------ | ----- |
| 3     | 2 novembre  | Portland        | D 101-106      | Kevin Martin (24)     | Bjelica, Rubio (9)       | Ricky Rubio (9)             | Target Center 18 903           | 2 - 1 |
| 4     | 5 novembre  | Miami           | D 84-96        | Martin, Muhammad (14) | Nemanja Bjelica (7)      | Ricky Rubio (5)             | Target Center 11 794           | 2 - 2 |
| 5     | 7 novembre  | @ Chicago       | V 102-93 (OT)  | Andrew Wiggins (31)   | Karl-Anthony Towns (13)  | Ricky Rubio (10)            | United Center 21 988           | 3 - 2 |
| 6     | 9 novembre  | @ Atlanta       | V 117-107      | Andrew Wiggins (33)   | Karl-Anthony Towns (12)  | Ricky Rubio (8)             | Philips Arena 12 016           | 4 - 2 |
| 7     | 10 novembre | Charlotte       | D 95-104       | Zach LaVine (20)      | Karl-Anthony Towns (13)  | Zach LaVine (8)             | Target Center 14 722           | 4 - 3 |
| 8     | 12 novembre | Golden State    | D 116-129      | Andrew Wiggins (19)   | Karl-Anthony Towns (11)  | Kevin Martin (6)            | Target Center 16 130           | 4 - 4 |
| 9     | 13 novembre | @ Indiana       | D 103-107      | LaVine, Wiggins (26)  | Karl-Anthony Towns (9)   | Andre Miller (5)            | Bankers Life Fieldhouse 16 797 | 4 - 5 |
| 10    | 15 novembre | Memphis         | D 106-114      | Zach LaVine (25)      | Karl-Anthony Towns (9)   | Andre Miller (8)            | Target Center 18 203           | 4 - 6 |
| 11    | 17 novembre | @ Miami         | V 103-91       | Andrew Wiggins (24)   | Karl-Anthony Towns (14)  | LaVine, Rubio (3)           | American Airlines Arena 19 600 | 5 - 6 |
| 12    | 18 novembre | @ Orlando       | D 101-104 (OT) | Andrew Wiggins (28)   | Ricky Rubio (12)         | Ricky Rubio (12)            | Amway Center 16 048            | 5 - 7 |
| 13    | 20 novembre | Détroit         | D 86-96        | Andrew Wiggins (21)   | Martin, Towns (7)        | Ricky Rubio (7)             | Target Center 13 445           | 5 - 8 |
| 14    | 23 novembre | Philadelphie    | V 100-95       | Andrew Wiggins (30)   | Kevin Garnett (10)       | Ricky Rubio (11)            | Target Center 11 382           | 6 - 8 |
| 15    | 25 novembre | Atlanta         | V 99-95        | Zach LaVine (18)      | Gorgui Dieng (11)        | Rubio, LaVine (6)           | Target Center 14 289           | 7 - 8 |
| 16    | 27 novembre | @ Sacramento    | V 101-91       | Andrew Wiggins (22)   | Dieng, LaVine, Towns (8) | Garnett, LaVine, Miller (4) | Sleep Train Arena 17 317       | 8 - 8 |
| 17    | 29 novembre | @ L.A. Clippers | D 99-107       | Andrew Wiggins (21)   | Gorgui Dieng (10)        | Zach LaVine (7)             | Staples Center 19 060          | 8 - 9 |

| Match | Date match   | Équipe          | Score          | Meilleur marqueur       | Meilleur rebondeur       | Meilleur passeur  | Lieux Spectateurs                 | Série   |
| ----- | ------------ | --------------- | -------------- | ----------------------- | ------------------------ | ----------------- | --------------------------------- | ------- |
| 18    | 1er décembre | Magic d'Orlando | D 93-96        | Andrew Wiggins (27)     | Bjelica, Garnett (8)     | Zach LaVine (5)   | Target Center 10 694              | 8 - 10  |
| 19    | 5 décembre   | Portland        | D 103-109      | Karl-Anthony Towns (27) | Karl-Anthony Towns (12)  | Ricky Rubio (15)  | Target Center 16 203              | 8 - 11  |
| 20    | 7 décembre   | L.A. Clippers   | D 106-110      | Zach LaVine (21)        | Shabazz Muhammad (9)     | Ricky Rubio (7)   | Target Center 11 467              | 8 - 12  |
| 21    | 9 décembre   | L.A. Lakers     | V 123-122 (OT) | Kevin Martin (37)       | Karl-Anthony Towns (14)  | Ricky Rubio (12)  | Target Center 18 076              | 9 - 12  |
| 22    | 11 décembre  | @ Denver        | D 108-111 (OT) | Martin, Wiggins (22)    | Karl-Anthony Towns (9)   | Ricky Rubio (7)   | Pepsi Center 12 533               | 9 - 13  |
| 23    | 13 décembre  | @ Phoenix       | D 101-108      | Zach LaVine (28)        | Bjelica, Towns (6)       | Ricky Rubio (7)   | Talking Stick Resort Arena 16 919 | 9 - 14  |
| 24    | 15 décembre  | Denver          | D 100-112      | Andrew Wiggins (23)     | Gorgui Dieng (9)         | Ricky Rubio (9)   | Target Center 11 323              | 9 - 15  |
| 25    | 16 décembre  | @ New York      | D 102-107      | Karl-Anthony Towns (25) | Dieng, Rubio, Towns (10) | Ricky Rubio (12)  | Madison Square Garden 19 812      | 9 - 16  |
| 26    | 18 décembre  | Sacramento      | V 99-95        | Andrew Wiggins (32)     | Gorgui Dieng (11)        | Ricky Rubio (8)   | Target Center 12 770              | 10 - 16 |
| 27    | 20 décembre  | @ Brooklyn      | V 100-85       | Karl-Anthony Towns (24) | Karl-Anthony Towns (10)  | Ricky Rubio (12)  | Barclays Center 14 552            | 11 - 16 |
| 28    | 21 décembre  | @ Boston        | D 99-113       | Andrew Wiggins (26)     | Karl-Anthony Towns (16)  | Ricky Rubio (8)   | TD Garden 18 624                  | 11 - 17 |
| 29    | 23 décembre  | San Antonio     | D 83-108       | Zach LaVine (17)        | Karl-Anthony Towns (11)  | LaVine, Rubio (4) | Target Center 16 788              | 11 - 18 |
| 30    | 26 décembre  | Indiana         | D 88-102       | Karl-Anthony Towns (24) | Karl-Anthony Towns (8)   | Ricky Rubio (9)   | Target Center 15 076              | 11 - 19 |
| 31    | 28 décembre  | @ San Antonio   | D 95-101       | Andrew Wiggins (18)     | Karl-Anthony Towns (12)  | Ricky Rubio (14)  | AT&T Center 18 493                | 11 - 20 |
| 32    | 30 décembre  | Utah            | V 94-80        | Karl-Anthony Towns (25) | Karl-Anthony Towns (10)  | Ricky Rubio (17)  | Target Center 14 326              | 12 - 20 |
| 33    | 31 décembre  | @ Détroit       | V 110-106      | Karl-Anthony Towns (22) | Karl-Anthony Towns (9)   | Ricky Rubio (8)   | Palace of Auburn Hills 15 475     | 12 - 21 |

| Match | Date match | Équipe          | Score         | Meilleur marqueur       | Meilleur rebondeur        | Meilleur passeur    | Lieux Spectateurs               | Série   |
| ----- | ---------- | --------------- | ------------- | ----------------------- | ------------------------- | ------------------- | ------------------------------- | ------- |
| 34    | 2 janvier  | Milwaukee       | D 85-95       | Andrew Wiggins (19)     | Karl-Anthony Towns (10)   | Ricky Rubio (7)     | Target Center 14 107            | 12 - 22 |
| 35    | 4 janvier  | @ Philadelphie  | D 99-109      | Shabazz Muhammad (20)   | Gorgui Dieng (8)          | Ricky Rubio (10)    | Wells Fargo Center 14 013       | 12 - 23 |
| 36    | 6 janvier  | Denver          | D 74-78       | Karl-Anthony Towns (14) | Karl-Anthony Towns (14)   | Ricky Rubio (7)     | Target Center 12 059            | 12 - 24 |
| 37    | 8 janvier  | Cleveland       | D 99-125      | Andrew Wiggins (35)     | Dieng, Towns (6)          | Ricky Rubio (6)     | Target Center 16 768            | 12 - 25 |
| 38    | 10 janvier | Dallas          | D 87-93       | Andrew Wiggins (21)     | Dieng, Rubio, Wiggins (6) | Ricky Rubio (8)     | Target Center 14 363            | 12 - 26 |
| 39    | 12 janvier | Oklahoma City   | D 96-101      | Andrew Wiggins (22)     | Karl-Anthony Towns (10)   | Ricky Rubio (6)     | Target Center 14 791            | 12 - 27 |
| 40    | 13 janvier | @ Houston       | D 104-107     | Andrew Wiggins (28)     | Karl-Anthony Towns (16)   | Ricky Rubio (12)    | Toyota Center 17 115            | 12 - 28 |
| 41    | 15 janvier | @ Oklahoma City | D 93-113      | Andrew Wiggins (25)     | Karl-Anthony Towns (12)   | Nemanja Bjelica (4) | Chesapeake Energy Arena 18 203  | 29 - 12 |
| 42    | 17 janvier | Phoenix         | V 117-87      | Rubio, Wiggins (18)     | Muhammad, Towns (8)       | Andrew Wiggins (4)  | Target Center 14 330            | 13-29   |
| 43    | 19 janvier | @ New Orléans   | D 99-114      | Andrew Wiggins (25)     | Karl-Anthony Towns (13)   | LaVine, Rubio (4)   | Smoothie King Center 14 255     | 13 - 30 |
| 44    | 20 janvier | @ Dallas        | D 94-106 (OT) | Karl-Anthony Towns (27) | Karl-Anthony Towns (17)   | Ricky Rubio (11)    | American Airlines Center 19 621 | 13 - 31 |
| 45    | 23 janvier | Memphis         | V 106-101     | Shabazz Muhammad (25)   | Karl-Anthony Towns (9)    | Ricky Rubio (12)    | Target Center 15 608            | 14 - 31 |
| 46    | 25 janvier | @ Cleveland     | D 107-114     | Karl-Anthony Towns (26) | Karl-Anthony Towns (11)   | Ricky Rubio (10)    | Quicken Loans Arena 20 562      | 14 - 32 |
| 47    | 27 janvier | Oklahoma City   | D 123-126     | Zach LaVine (35)        | Karl-Anthony Towns (13)   | Ricky Rubio (10)    | Target Center 13 337            | 14 - 33 |
| 48    | 29 janvier | @ Utah          | D 90-103      | Karl-Anthony Towns (32) | Gorgui Dieng (15)         | Ricky Rubio (8)     | Vivint Smart Home Arena 18 850  | 14 - 34 |
| 49    | 31 janvier | @ Portland      | D 93-96       | Karl-Anthony Towns (21) | Karl-Anthony Towns (13)   | Ricky Rubio (9)     | Moda Center 19 393              | 14 - 35 |

| Match               | Date match | Équipe          | Score     | Meilleur marqueur       | Meilleur rebondeur      | Meilleur passeur | Lieux Spectateurs               | Série   |
| ------------------- | ---------- | --------------- | --------- | ----------------------- | ----------------------- | ---------------- | ------------------------------- | ------- |
| 50                  | 2 février  | @ L. A Lakers   | D 115-119 | Andrew Wiggins (30)     | Karl-Anthony Towns (9)  | Ricky Rubio (15) | Staples Center 18 997           | 14 - 36 |
| 51                  | 3 février  | @ L. A Clippers | V 108-102 | Andrew Wiggins (31)     | Karl-Anthony Towns (12) | Ricky Rubio (7)  | Staples Center 19 060           | 15 - 36 |
| 52                  | 6 février  | Chicago         | V 112-105 | Karl-Anthony Towns (26) | Karl-Anthony Towns (17) | Gorgui Dieng (7) | Target Center 17 876            | 16 - 36 |
| 53                  | 8 février  | New Orléans     | D 102-116 | Karl-Anthony Towns (17) | Dieng, Towns (12)       | Ricky Rubio (7)  | Target Center 11 926            | 16 - 37 |
| 54                  | 10 février | Toronto         | V 107-102 | Karl-Anthony Towns (35) | Karl-Anthony Towns (11) | Ricky Rubio (8)  | Target Center 11 171            | 17 - 37 |
| All-Star Break 2016 |            |                 |           |                         |                         |                  |                                 |         |
| 55                  | 19 février | @ Memphis       | D 104-109 | Zach LaVine (22)        | Karl-Anthony Towns (15) | Ricky Rubio (9)  | FedExForum 18 119               | 17 - 38 |
| 56                  | 20 février | New York        | D 95-103  | Karl-Anthony Towns (24) | Karl-Anthony Towns (8)  | Ricky Rubio (16) | Target Center 16 663            | 17 - 39 |
| 57                  | 22 février | Boston          | V 124-122 | Karl-Anthony Towns (28) | Karl-Anthony Towns (13) | Ricky Rubio (8)  | Target Center 11 639            | 18 - 39 |
| 58                  | 24 février | @ Toronto       | D 105-114 | Andrew Wiggins (26)     | Karl-Anthony Towns (8)  | Ricky Rubio (12) | Air Canada Centre 19 800        | 18 - 40 |
| 59                  | 27 février | @ New Orléans   | V 112-110 | Karl-Anthony Towns (30) | Karl-Anthony Towns (15) | Ricky Rubio (10) | Smoothie King Center 17 338     | 19 - 40 |
| 60                  | 28 février | @ Dallas        | D 101-128 | Shabazz Muhammad (24)   | Karl-Anthony Towns (11) | Tyus Jones (6)   | American Airlines Center 20 289 | 19 - 41 |

| Match | Date match | Équipe                 | Score           | Meilleur marqueur       | Meilleur rebondeur      | Meilleur passeur | Lieux Spectateurs                 | Série   |
| ----- | ---------- | ---------------------- | --------------- | ----------------------- | ----------------------- | ---------------- | --------------------------------- | ------- |
| 61    | 2 mars     | Washington             | D 98-104        | Ricky Rubio (22)        | Karl-Anthony Towns (15) | Dieng, Towns (5) | Target Center 11 307              | 19 - 42 |
| 62    | 4 mars     | @ Milwaukee            | D 101-116       | Karl-Anthony Towns (21) | Gorgui Dieng (9)        | Ricky Rubio (7)  | BMO Harris Bradley Center 16 366  | 19 - 43 |
| 63    | 5 mars     | Brooklyn               | V 132-118       | Karl-Anthony Towns (28) | Ricky Rubio (7)         | Ricky Rubio (10) | Target Center 15 987              | 20 - 43 |
| 64    | 7 mars     | @ Hornets de Charlotte | D 103-108       | Karl-Anthony Towns (28) | Karl-Anthony Towns (14) | Ricky Rubio (10) | Time Warner Cable Arena 15 912    | 20 - 44 |
| 65    | 8 mars     | Spurs de San Antonio   | D 91-116        | Andrew Wiggins (23)     | Karl-Anthony Towns (9)  | Tyus Jones (6)   | Target Center 14 093              | 20 - 45 |
| 66    | 11 mars    | @ Oklahoma City        | V 99-96         | Gorgui Dieng (25)       | Karl-Anthony Towns (12) | Ricky Rubio (12) | Chesapeake Energy Arena 18 203    | 21 - 45 |
| 67    | 14 mars    | @ Phoenix              | D 104-107       | Zach LaVine (28)        | Karl-Anthony Towns (10) | Ricky Rubio (17) | Talking Stick Resort Arena 17 480 | 21 - 46 |
| 68    | 16 mars    | @ Memphis              | V 114-108       | Zach LaVine (28)        | Karl-Anthony Towns (11) | Ricky Rubio (10) | FedExForum 16 588                 | 22 - 46 |
| 69    | 18 mars    | @ Houston              | D 111-116       | Karl-Anthony Towns (32) | Karl-Anthony Towns (11) | Ricky Rubio (6)  | Toyota Center 18 142              | 22 - 47 |
| 70    | 21 mars    | Golden State           | D 104-109       | Andrew Wiggins (25)     | Karl-Anthony Towns (11) | Ricky Rubio (11) | Target Center 19 452              | 22 - 48 |
| 71    | 23 mars    | Kings de Sacramento    | V 113-104       | Karl-Anthony Towns (26) | Gorgui Dieng (12)       | Ricky Rubio (12) | Target Center 12 151              | 23 - 48 |
| 72    | 24 mars    | @ Washington           | V 132-129 (2OT) | Karl-Anthony Towns (27) | Karl-Anthony Towns (10) | Ricky Rubio (7)  | Verizon Center 20 356             | 24 - 48 |
| 73    | 26 mars    | Utah                   | D 84-93         | Ricky Rubio (23)        | Karl-Anthony Towns (11) | Ricky Rubio (6)  | Target Center 14 694              | 24 - 49 |
| 74    | 28 mars    | Phoenix                | V 121-116       | Andrew Wiggins (32)     | Karl-Anthony Towns (10) | Ricky Rubio (11) | Target Center 11 141              | 25 - 49 |
| 75    | 30 mars    | L. A. Clippers         | D 79-99         | Karl-Anthony Towns (16) | Karl-Anthony Towns (11) | Zach LaVine (4)  | Target Center 12 252              | 25 - 50 |

| Match | Date match | Équipe                     | Score          | Meilleur marqueur         | Meilleur rebondeur      | Meilleur passeur       | Lieux Spectateurs              | Série   |
| ----- | ---------- | -------------------------- | -------------- | ------------------------- | ----------------------- | ---------------------- | ------------------------------ | ------- |
| 76    | 1er avril  | @ Utah                     | D 85-98        | Andrew Wiggins (24)       | Karl-Anthony Towns (11) | Ricky Rubio (9)        | Vivint Smart Home Arena 19 911 | 25 - 51 |
| 77    | 3 avril    | Dallas                     | D 78-88        | Andrew Wiggins (30)       | Karl-Anthony Towns (21) | Karl-Anthony Towns (9) | Target Center 16 117           | 25 - 52 |
| 78    | 5 avril    | @ Warriors de Golden State | V 124-117 (OT) | Shabazz Muhammad (35)     | Karl-Anthony Towns (12) | Ricky Rubio (9)        | Oracle Arena 19 596            | 26 - 52 |
| 79    | 7 avril    | @ Sacramento               | V 105-97       | Nemanja Bjelica (18)      | Gorgui Dieng (13)       | Ricky Rubio (9)        | Sleep Train Arena 17 317       | 27 -52  |
| 80    | 9 avril    | @ Portland                 | V 106-105      | Karl-Anthony Towns (27)   | Nemanja Bjelica (10)    | Ricky Rubio (11)       | Moda Center 19 733             | 28 - 52 |
| 81    | 11 avril   | Houston                    | D 105-129      | Shabazz Muhammad (23)     | Nemanja Bjelica (6)     | Jones, Rubio (5)       | Target Center 14 983           | 28 - 53 |
| 82    | 13 avril   | New Orléans                | V 144-109      | 4 Karl-Anthony Towns (24) | Karl-Anthony Towns (12) | Ricky Rubio (10)       | Target Center 14 889           | 29 - 53 |

## Confrontations
| Conférence Est      | Conférence Est                             | Conférence Est                             | Conférence Ouest                           | Conférence Ouest                            | Conférence Ouest                            | Conférence Ouest                            | Conférence Ouest                            |
| Division Atlantique | Division Atlantique                        | Division Atlantique                        | Division Nord-Ouest                        | Division Nord-Ouest                         | Division Nord-Ouest                         | Division Nord-Ouest                         | Division Nord-Ouest                         |
| Équipe              | Domicile                                   | Extérieur                                  | Équipe                                     | Domicile                                    | Domicile                                    | Extérieur                                   | Extérieur                                   |
| ------------------- | ------------------------------------------ | ------------------------------------------ | ------------------------------------------ | ------------------------------------------- | ------------------------------------------- | ------------------------------------------- | ------------------------------------------- |
| Boston              | 124-122                                    | 99-113                                     | Denver                                     | 100-112                                     | 74-78                                       | 95-78                                       | 108-111 (OT)                                |
| Brooklyn            | 132-118                                    | 100-85                                     |                                            |                                             |                                             |                                             |                                             |
| New York            | 95-103                                     | 102-107                                    | Oklahoma City                              | 96-101                                      | 123-126                                     | 93-113                                      | 99-96                                       |
| Philadelphie        | 100-95                                     | 99-109                                     | Portland                                   | 101-106                                     | 103-109                                     | 93-96                                       | 106-105                                     |
| Toronto             | 107-102                                    | 105-114                                    | Utah                                       | 94-80                                       | 84-93                                       | 90-103                                      | 85-98                                       |
|                     | 4–1                                        | 1–4                                        |                                            | 1–7                                         | 1–7                                         | 3–5                                         | 3–5                                         |
| Division            | 5–5                                        | 5–5                                        | Division                                   | 4–12                                        | 4–12                                        | 4–12                                        | 4–12                                        |
| Division Atlantique | Division Atlantique                        | Division Atlantique                        | Division Nord-Ouest                        | Division Nord-Ouest                         | Division Nord-Ouest                         | Division Nord-Ouest                         | Division Nord-Ouest                         |
| Équipe              | Domicile                                   | Extérieur                                  | Équipe                                     | Domicile                                    | Domicile                                    | Extérieur                                   | Extérieur                                   |
| Chicago             | 112-105                                    | 102-93 (OT)                                | Golden State                               | 116-129                                     | 104-109                                     | 124-117 (OT)                                |                                             |
| Cleveland           | 99-125                                     | 107-114                                    | L.A. Clippers                              | 106-110                                     | 79-99                                       | 99-107                                      | 108-102                                     |
| Detroit             | 86-96                                      | 90-115                                     | L.A. Lakers                                | 123-122                                     |                                             | 112-111                                     | 115-119                                     |
| Indiana             | 88-102                                     | 103-107                                    | Phoenix                                    | 117-87                                      | 121-116                                     | 101-108                                     | 104-107                                     |
| Milwaukee           | 85-95                                      | 101-116                                    | Sacramento                                 | 99-95                                       | 113-104                                     | 101-91                                      | 105-97                                      |
|                     | 1–4                                        | 1–4                                        |                                            | 5–4                                         | 5–4                                         | 5–4                                         | 5–4                                         |
| Division            | 2–8                                        | 2–8                                        | Division                                   | 10–8                                        | 10–8                                        | 10–8                                        | 10–8                                        |
| Division Atlantique | Division Atlantique                        | Division Atlantique                        | Division Nord-Ouest                        | Division Nord-Ouest                         | Division Nord-Ouest                         | Division Nord-Ouest                         | Division Nord-Ouest                         |
| Équipe              | Domicile                                   | Extérieur                                  | Équipe                                     | Domicile                                    | Domicile                                    | Extérieur                                   | Extérieur                                   |
| Atlanta             | 99-95                                      | 117-107                                    | Dallas                                     | 87-93                                       | 78-88                                       | 94-106 (OT)                                 | 101-128                                     |
| Charlotte           | 95-104                                     | 103-108                                    | Houston                                    | 105-129                                     |                                             | 104-107                                     | 111-116                                     |
| Miami               | 84-96                                      | 103-91                                     | Memphis                                    | 106-114                                     | 106-101                                     | 104-109                                     | 114-108                                     |
| Orlando             | 93-96                                      | 101-104 (OT)                               | New Orleans                                | 102-116                                     | 144-109                                     | 99-114                                      | 112-110                                     |
| Washington          | 98-104                                     | 132-129 (2OT)                              | San Antonio                                | 83-108                                      | 91-116                                      | 95-101                                      |                                             |
|                     | 1–4                                        | 3–2                                        |                                            | 2–7                                         | 2–7                                         | 2–7                                         | 2–7                                         |
| Division            | 4–6                                        | 4–6                                        | Division                                   | 4–14                                        | 4–14                                        | 4–14                                        | 4–14                                        |
| Conférence          | 11–19 (Domicile : 6–9 Extérieur: 5-10)     | 11–19 (Domicile : 6–9 Extérieur: 5-10)     | Conférence                                 | 18-34 (Domicile : 8–18 ; Extérieur : 10-16) | 18-34 (Domicile : 8–18 ; Extérieur : 10-16) | 18-34 (Domicile : 8–18 ; Extérieur : 10-16) | 18-34 (Domicile : 8–18 ; Extérieur : 10-16) |
| Total               | 29-53 (Domicile : 14–27; Extérieur: 15–26) | 29-53 (Domicile : 14–27; Extérieur: 15–26) | 29-53 (Domicile : 14–27; Extérieur: 15–26) | 29-53 (Domicile : 14–27; Extérieur: 15–26)  | 29-53 (Domicile : 14–27; Extérieur: 15–26)  | 29-53 (Domicile : 14–27; Extérieur: 15–26)  | 29-53 (Domicile : 14–27; Extérieur: 15–26)  |

## Effectif actuel
| Timberwolves du Minnesota Effectif actuel |    |                        |                    |                     |
| Entraîneur : Sam Mitchell                 |    |                        |                    |                     |
| Ailier                                    | 88 | Drapeau de la Serbie   | Nemanja Bjelica    | Serbie              |
| Pivot                                     | 5  | Drapeau du Sénégal     | Gorgui Dieng       | Louisville          |
| Ailier fort                               | 21 | Drapeau des États-Unis | Kevin Garnett      | Farragut Academy HS |
| Meneur                                    | 1  | Drapeau des États-Unis | Tyus Jones         | Duke                |
| Arrière                                   | 8  | Drapeau des États-Unis | Zach LaVine        | UCLA                |
| Arrière                                   | 23 | Drapeau des États-Unis | Kevin Martin       | Western Carolina    |
| Ailier                                    | 15 | Drapeau des États-Unis | Shabazz Muhammad   | UCLA                |
| Ailier fort                               | 33 | Drapeau des États-Unis | Adreian Payne      | Michigan State      |
| Pivot                                     | 14 | Drapeau du Monténégro  | Nikola Peković     | Monténégro          |
| Ailier                                    | 12 | Drapeau des États-Unis | Tayshaun Prince    | Kentucky            |
| Meneur                                    | 9  | Drapeau de l'Espagne   | Ricky Rubio        | Espagne             |
| Ailier                                    | 10 | Drapeau de la Croatie  | Damjan Rudež       | Croatie             |
| Pivot                                     | 32 | Drapeau des États-Unis | Karl-Anthony Towns | Kentucky            |
| Ailier, Arrière                           | 22 | Drapeau du Canada      | Andrew Wiggins     | Kansas              |
| (C) Capitaine - Blessé                    |    |                        |                    |                     |

## Contrats et salaires 2015-2016
| Joueur             | Poste      | Âge        | Exp        | Contrat                | Salaire 2015-2016 | Fin du contrat |
| ------------------ | ---------- | ---------- | ---------- | ---------------------- | ----------------- | -------------- |
| Joueurs actuels    |            |            |            |                        |                   |                |
| Nemanja Bjelica    | PF         | 27         | 0          | 11 700 000 $ sur 3 ans | 3 950 001 $       | 2018           |
| Gorgui Dieng       | C          | 25         | 2          | 6 589 343 $ sur 4 ans  | 1 474 440 $       | 2017           |
| Kevin Garnett      | PF         | 39         | 20         | 16 500 000 $ sur 2 ans | 8 500 000 $       | 2017           |
| Tyus Jones         | PG         | 19         | 0          | 2 621 760 $ sur 2 ans  | 1 282 080 $       | 2019           |
| Zach LaVine        | PG         | 20         | 1          | 6 445 080 $ sur 3 ans  | 2 148 360 $       | 2018           |
| Kevin Martin       | SG         | 32         | 11         | 27 755 000 $ sur 4 ans | 7 085 000 $       | 2017 (P)       |
| Shabazz Muhammad   | SF         | 23         | 2          | 8 962 299 $ sur 4 ans  | 2 056 920 $       | 2017           |
| Adreian Payne      | PF         | 24         | 1          | 5 816 400 $ sur 3 ans  | 1 938 840 $       | 2018           |
| Nikola Peković     | C          | 29         | 5          | 60 000 000 $ sur 5 ans | 12 100 000 $      | 2018           |
| Tayshaun Prince    | SF         | 35         | 13         | 1 499 187 $ sur 1 an   | 947,276 $         | 2016           |
| Ricky Rubio        | PG         | 25         | 4          | 55 000 000 $ sur 4 ans | 12 700 000 $      | 2019           |
| Damjan Rudež       | SF         | 29         | 1          | 2 249 500 $ sur 2 ans  | 1 149 500 $       | 2017 (T)       |
| Karl-Anthony Towns | C          | 20         | 0          | 11 663 760 $ sur 2 ans | 5 703 600 $       | 2019           |
| Andrew Wiggins     | SF         | 20         | 1          | 17 275 920 $ sur 3 ans | 5 758 680 $       | 2018           |
| Joueurs coupés     |            |            |            |                        |                   |                |
| Anthony Bennett    | PF         | 22         | 2          | -                      | 3 650 000 $       | -              |
| Lorenzo Brown      | PG         | 25         | 2          | -                      | 75,000 $          | -              |
| Andre Miller       | PG         | 39         | 16         | -                      | 947,276 $         | -              |
|                    |            |            |            |                        |                   |                |
| Total              | Total      | Total      | Total      | Total                  | 71 466 973 $      | Différence     |
| Salary Cap         | Salary Cap | Salary Cap | Salary Cap | Salary Cap             | 70 000 000 $      | - 1 466 973 $  |
| Luxury Tax         | Luxury Tax | Luxury Tax | Luxury Tax | Luxury Tax             | 84 700 000 $      | 13 233 027 $   |

- 2016 = Joueur agent libre en fin de saison.
- 2017 (P) = Joueur ayant une option joueur en fin de saison.
- 2017 (T) = Joueur ayant une option d'équipe en fin de saison.

## Transferts

### Échanges
| Juin            | Juin                                                   | Juin | Juin                   |
| --------------- | ------------------------------------------------------ | --- | ---------------------- |
| 25 juin 2015    | Échange à deux équipes                                 | Échange à deux équipes | Échange à deux équipes |
| 25 juin 2015    | Vers Timberwolves du Minnesota - Droits sur Tyus Jones | Vers Cavaliers de Cleveland - Droits sur Rakeem Christmas - Droits sur Cedi Osman - Second tour de draft 2019 - Trade exception | [ 2 ]                  |
| Juillet         |                                                        | |                        |
| 12 juillet 2015 | Échange à deux équipes                                 | Échange à deux équipes | Échange à deux équipes |
| 12 juillet 2015 | Vers Timberwolves du Minnesota - Damjan Rudež          | Vers Pacers de l'Indiana - Chase Budinger                                                                                       | [ 3 ]                  |

### Joueurs qui re-signent
| Date       | Joueur        | Contrat                           | Référence |
| ---------- | ------------- | --------------------------------- | --------- |
| 10 juillet | Kevin Garnett | Contrat de 16 500 000 $ sur 2 ans | [ 4 ]     |

#### Options joueur et équipe
| Date       | Joueur           | Option                                                                       |
| ---------- | ---------------- | ---------------------------------------------------------------------------- |
| 21 octobre | Andrew Wiggins   | Minnesota exerce son option d'équipe de 5 760 000 $ pour la saison 2016-2017 |
| 21 octobre | Zach LaVine      | Minnesota exerce son option d'équipe de 2 240 000 $ pour la saison 2016-2017 |
| 21 octobre | Shabazz Muhammad | Minnesota exerce son option d'équipe de 3 050 000 $ pour la saison 2016-2017 |
| 21 octobre | Gorgui Dieng     | Minnesota exerce son option d'équipe de 2 350 000 $ pour la saison 2016-2017 |
| 21 octobre | Adreian Payne    | Minnesota exerce son option d'équipe de 2 020 000 $ pour la saison 2016-2017 |

### Arrivés

#### Via draft
| Date       | Joueur             | Draft                                         | Contrat                                                                          | Provenance                 | Référence |
| ---------- | ------------------ | --------------------------------------------- | -------------------------------------------------------------------------------- | -------------------------- | --------- |
| 7 juillet  | Karl-Anthony Towns | Draft 2015, Tour 1, choix n°1                 | Contrat de 11 660 000 $ sur 2 ans (Option d’équipe pour les saisons 2017 à 2019) | Wildcats du Kentucky       | [ 5 ]     |
| 7 juillet  | Tyus Jones         | Draft 2015, Tour 1, choix n°24 (de Cleveland) | Contrat de 2 620 000 $ sur 2 ans (Option d’équipe pour les saisons 2017 à 2019)  | Blue Devils de Duke        | [ 5 ]     |
| 14 juillet | Nemanja Bjelica    | Draft 2010, Tour 2, choix n°35                | Contrat de 11 700 000 $ sur 3 ans (Agent libre restreint en 2018)                | Fenerbahçe Ülker (Turquie) | [ 6 ]     |

#### Via agent libre
| Date    | Joueur          | Contrat                         | Provenance          | Référence |
| ------- | --------------- | ------------------------------- | ------------------- | --------- |
| 3 août  | Andre Miller    | Contrat de 1 500 000 $ sur 1 an | Kings de Sacramento | [ 7 ]     |
| 20 août | Tayshaun Prince | Contrat de 1 500 000 $ sur 1 an | Pistons de Détroit  | [ 8 ]     |

#### Via Trade
| Date       | Joueur(s) ou tour(s) de draft | Provenance             |
| ---------- | ----------------------------- | ---------------------- |
| 25 juin    | Droits sur Tyus Jones         | Cavaliers de Cleveland |
| 12 juillet | Damjan Rudež                  | Pacers de l'Indiana    |

### Départs

#### Via agent libre
| Date         | Joueur          | Contrat                                                       | Vers ¹                | Référence |
| ------------ | --------------- | ------------------------------------------------------------- | --------------------- | --------- |
| 9 juillet    | Gary Neal       | Contrat de 2 139 000 $ sur 1 an                               | Wizards de Washington | [ 9 ]     |
| 27 septembre | Anthony Bennett | Contrat de 947,000 $ sur 1 an (Agent libre restreint en 2016) | Raptors de Toronto    | [ 10 ]    |

¹ Il s'agit de l’équipe pour laquelle le joueur a signé après son départ, il a pu entre-temps changer d'équipe ou encore de pays.

#### Via Trade
| Date       | Joueur(s) ou tour(s) de draft                                               | Vers                   |
| ---------- | --------------------------------------------------------------------------- | ---------------------- |
| 25 juin    | Droits sur Cedi Osman Droits sur Rakeem Christmas Second tour de draft 2019 | Cavaliers de Cleveland |
| 12 juillet | Chase Budinger                                                              | Pacers de l'Indiana    |

#### Via Waived
| Date         | Joueur                                | Commentaire                                               |
| ------------ | ------------------------------------- | --------------------------------------------------------- |
| 23 septembre | Anthony Bennett                       | Libéré                                                    |
| 24 octobre   | Lorenzo Brown Kleon Penn Nick Wiggins | Non retenus dans l'équipe après les camps d’entraînements |
| 25 février   | Andre Miller                          | Libéré                                                    |